# KNM-WT 40000
KNM-WT 40000 è il nome di repertorio di un cranio fossilizzato di un ominide scoperto da Justus Erus, un membro della squadra di ricercatori condotta da Meave Leakey, nel 1999 nel sito archeologico di Lomekwi in Kenya.

## Scoperta
Justus Erus scoprì il cranio KNM-WT 40000 nel 1999. Il cranio, quasi completo, è stato trovato in due pezzi, con la scatola cranica separata dal viso.

## Classificazione
Il fossile KNM-WT 40000, datato a 3,5 milioni di anni fa,  è così deformato e mineralizzato che è difficile identificare con certezza le sue caratteristiche morfologiche. Per alcuni studiosi potrebbe essere l'olotipo del Kenyanthropus platyops, per altri una varietà di Australopithecus afarensis,  o una specie di Australopithecus e quindi da classificare come A. platyops. Secondo altri, la faccia piatta è simile al reperto KNM ER 1470 dell'Homo rudolfensis, e quindi sarebbe già un antenato del genere Homo.
Uno studio del 2010, che ha utilizzato la tomografia computerizzata per eliminare le distorsioni del fossile, ha concluso che KNM-WT 40000 presenta caratteristiche uniche che ne giustificano la classificazione nella nuova specie del Kenyanthropus platyops; la sua classificazione resta comunque dibattuta.

## Caratteristiche
Il piccolo cervello (450 cm³) e il condotto uditivo sono simili a quelli dei primissimi esseri umani come l'Australopithecus anamensis o anche a quelli dei moderni scimpanzè. Al contrario, la faccia piatta, gli zigomi alti e i denti piccoli e smaltati, sono tratti ritrovati in fossili umani successivi, come quelli di Homo habilis.